# James Condon
James Thomas Condon (27 de septiembre de 1923; Fremantle, Australia Occidental - 14 de febrero de 2014; Australia Occidental, Australia) fue un actor australiano.

## Carrera
Nacido en Australia Occidental, la carrera de Condon se inició en la radio ABC en Perth antes de servir en la Fuerza Aérea durante la Segunda Guerra Mundial. Después de la guerra trabajó para la BBC antes de regresar a Australia para continuar su carrera como actor, trabajando en seriales de radio. Cuando la televisión llegó en 1956 apareció en la noche de apertura de ABN2, Sídney, y en una serie de ABC presentándose antes de aterrizar en el papel principal en The Story Of Peter Grey de ATN7, uno de los primeros dramas de telenovelas producidas para la televisión australiana. Ha hecho muchas apariciones en la televisión, incluyendo The Story of Peter Grey, Homicide, Matlock Police, Number 96 (tanto la serie de televisión y la película spin-off de 1974, interpretando diferentes personajes), Bellamy, The Young Doctors, Carson's Law, Sons and Daughters, Prisoner, The Flying Doctors, Blue Heelers y Something in the Air. En la década de 1950 apareció en varias obras de teatro de televisión sobre ABC, incluyendo Tomorrow's Child y A Phoenix Too Frequent.

## Vida personal
Estuvo casado con la actriz Anne Haddy, más conocida en el papel de Helen Daniels en Neighbours, desde 1977 hasta su muerte en 1999. Actuó junto a su esposa en Neighbours dos veces - como Douglas Blake en 1985 y de nuevo en 1995 como Reuben White.